# 1740 en architecture
| Années de l'architecture : 1737 - 1738 - 1739 - 1740 - 1741 - 1742 - 1743    |
| Décennies de l'architecture : 1710 - 1720 - 1730 - 1740 - 1750 - 1760 - 1770 |

Cet article présente les faits marquants de l'année 1740 en architecture.

## Réalisations
- Début du construction de l'Hôtel de l'ordre du Saint-Sépulcre (Mayence).
- Finalisation de Nouvel arsenal de Mayence.

## Événements
- x

## Récompenses
- Prix de Rome : Maximilien Brébion.

## Naissances
- Marcin Knackfus, architecte lituanien-polonais (†1821).
- Pierre d'Orléans (†1785).

## Décès
- x